# Midea
Midea Group, «Майдиа груп» (кит. упр. 美的集团, пиньинь Měidì Jítuán, палл. Мэйди́ Цзитуа́нь) — китайская компания, производитель бытовой техники в КНР. Основана в 1968 году. Штаб-квартира в городе Фошань, провинция Гуандун. В настоящее время производит бытовую технику, бытовые и промышленные системы вентиляции и кондиционирования. Также владеет одним из производителей промышленных роботов немецким концерном KUKA.
В списке публичных компаний мира Forbes Global 2000 за 2019 год заняла 253-е место (248-е по выручке, 257-е по чистой прибыли, 784-е по активам и 219-е по рыночной капитализации); из китайских компаний в этом списке заняла 38-е место.

## История
История корпорации началась в 1968 году, когда Хэ Сянцзянь, совместно с 23 коллегами, основал компанию в городе Бэйдзяо, провинции Гуандун, на юге Китая. Уставной капитал равнялся 5000 юаней (2000 долларов США), а свою деятельность компания начала с производства пластиковых и скобяных изделий. Спустя 12 лет развития, в 1980 году Midea начала производить вентиляторы, а в 1985 году — кондиционеры.
В 1993 году акции одной из дочерних компаний Midea (Guangdong Midea Electric Co.) были размещены на Шэньчжэньской фондовой бирже. Также в этом году началось технологическое сотрудничество компаний Midea и Toshiba в области бытового кондиционирования, результатом которого стало создание в 1998 году совместного предприятия по выпуску компрессоров под маркой Toshiba. Уже в 1999 году компания начала производство кондиционеров полупромышленной и промышленной серий, а также получила сертификат качества IS014001. В 2004 году был куплен завод по производству компрессоров Macro-Toshiba, переименованный в GMCC — Guangdong Midea-Toshiba Compressor Corporation.
Midea открыла свои первые зарубежные производственные мощности в 2007 году во Вьетнамском промышленном парке за пределами Хошимина. Это ознаменовало начало периода международной экспансии компании. Уже в следующем году Midea основала совместное предприятие с белорусским производителем СВЧ Horizont с целью выхода на рынки СНГ.
В 2008 году было создано совместное предприятие с Carrier, американской компанией, основанной Уиллисом Кэрриером, который в 1902 году изобрёл первый кондиционер. В последующие годы появились новые совместные предприятия с этой компанией по производству HVAC — систем отопления, вентиляции и кондиционирования, расположенные кроме КНР также в Бразилии, Аргентине, Чили, Индии и Египте.
В 2008 году был куплен китайский производитель стиральных машин Little Swan; он был основан в 1958 году, в 1978 году представил на рынок первую китайскую автоматическую стиральную машину.
В июле 2013 года две основные составляющие группы Midea, GD Midea Group Co. и Guangdong Midea Electric Co. были объединены, в сентябре этого года акции уже объединённой Midea Group были размещены на Шэньчжэньской фондовой бирже.
В конце 2014 года китайский электронный гигант Xiaomi инвестировал 1,2 млрд юаней путём приобретения 1,2 % акций Midea Group. Тогда же было объявлено о кооперации между компаниями.
В 2015 году началось сотрудничество Midea и японской компании Yaskawa — разработчика роботов и автоматизированных промышленных систем; компании создали два совместных предприятия по производству роботов для Midea.
В октябре 2016 года Midea приобрела 80-процентный пакет акций Clivet, производящей системы охлаждения, нагрева, вентиляции и очистки воздуха. Clivet — европейская компания, которая с 1989 года разрабатывает, производит и распространяет климатическую технику для частного, коммерческого и промышленного использования. Clivet имеет сеть из 7 представительств в разных уголках планеты, дистрибьюторскую сеть из 40 компаний в Италии и 50 компаний-партнеров в других странах и завод площадью 50 000 м² в городе Фельтре (Италия).
В 2016 году Midea сделала ещё три крупных приобретения, первым из которых был бизнес Toshiba по производству бытовой техники за 477 млн долларов США. В августе Midea установила контроль над немецкой компанией KUKA, производителя систем автоматизации и робототехники, одного из трёх ведущих поставщиков промышленных роботов для автомобильной промышленности на мировом и ведущим поставщиком на европейском рынке. Последним приобретением стала покупка в декабре у Electrolux бренда Eureka (англ.), производящего технику для ухода за напольными покрытиями.
В 2017 году компания Midea объявила о создании стратегического партнерства с ведущей израильской компанией Servotronix Motion Control Ltd, основанной в 1987 и специализирующейся на разработке систем управления движением и автоматизации.

## Собственники и руководство
Крупнейшим акционером (34 %) является основатель компании Хэ Сянцзянь (He Xiangjian, род. 5 октября 1942 года); возглавлял компанию до 2012 года. Его сын Хэ Дзяньфэн входит в совет директоров. По мнению Forbes он является 6-м по богатству человеком в Китае и 50-м в мире ($23,3 млрд на февраль 2020 года).
Пост председателя совета директоров и президента с 2012 года занимает Фан Хунбо (также известный как Пол Фан, Fang Hongbo, род. в 1967 году); в компании с 1992 года.

## Деятельность

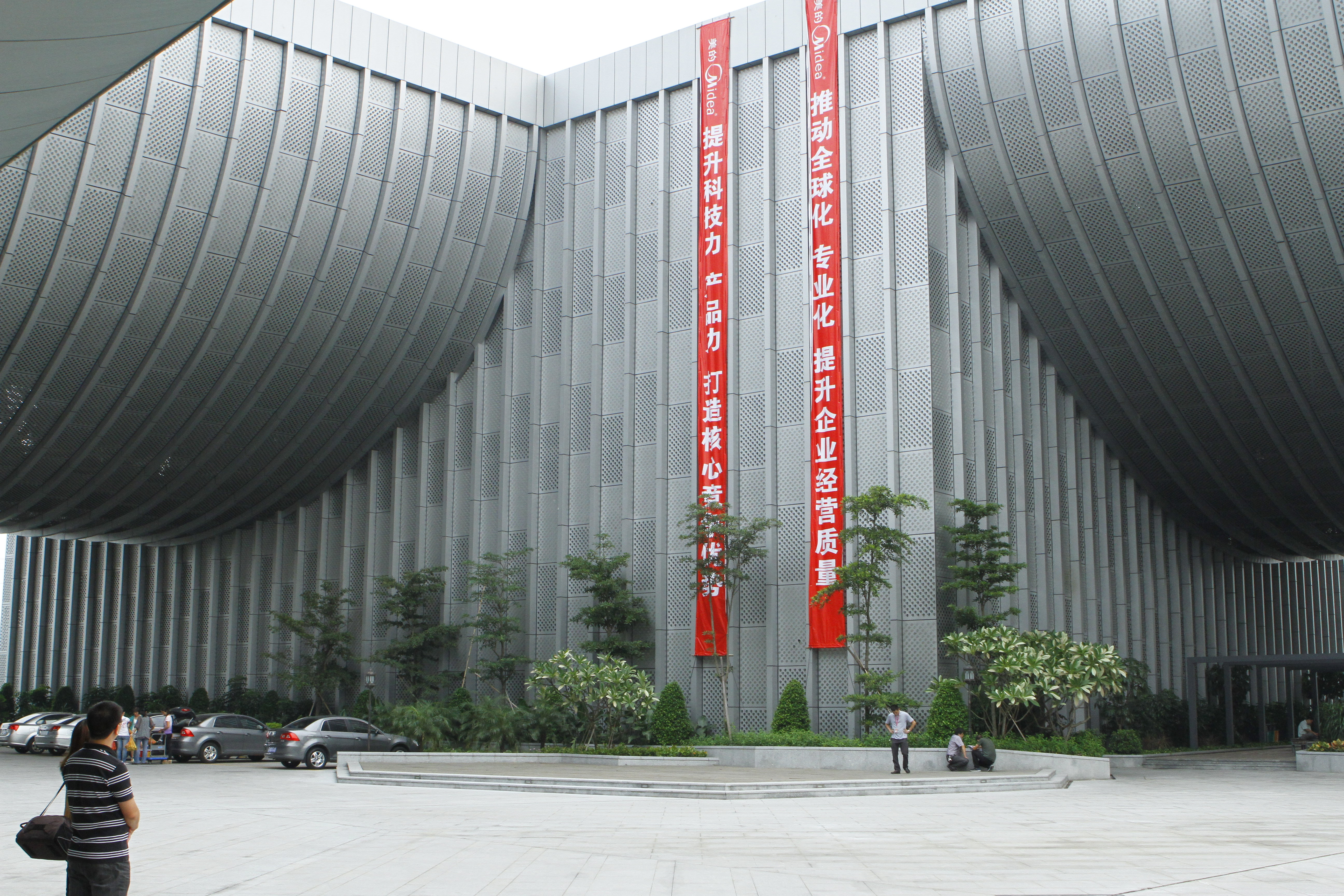
Научно-исследовательский институт Midea в Шундэ

Основным бизнесом Midea является производство бытовой техники и коммерческих кондиционеров. Компания продает продукцию на внутреннем рынке под своим собственным брендом, а значительная часть её экспортного бизнеса — это OEM и ODM для многих известных мировых брендов. Также Midea наладила выпуск продукции под собственным брендом на зарубежных рынках, таких как Бразилия, Аргентина, Чили, Индия, Египет и большинство стран Юго-Восточной Азии. Компания реализует продукцию в более чем 200 странах мира. Вне территории КНР имеются 15 предприятий и работает 33 тысячи сотрудников. На КНР приходится 57,5 % продаж, по категориям продукции 42 % выручки дают кондиционеры, 40 % — другая бытовая техника, 10 % — роботы и системы автоматизации производства.
|                     | 2011  | 2012  | 2013  | 2014  | 2015  | 2016  | 2017  | 2018  |
| ------------------- | ----- | ----- | ----- | ----- | ----- | ----- | ----- | ----- |
| Оборот              | 134,0 | 102,6 | 121,0 | 141,7 | 138,4 | 159,0 | 240,7 | 259,7 |
| Чистая прибыль      | 3,473 | 3,259 | 5,317 | 10,50 | 12,71 | 14,68 | 17,28 | 20,23 |
| Активы              | 92,62 | 87,74 | 96,95 | 120,3 | 128,8 | 170,6 | 248,1 | 263,7 |
| Собственный капитал | 12,53 | 14,31 | 32,85 | 39,47 | 49,20 | 61,13 | 73,74 | 83,07 |